# Thuyết domino

Chuỗi sự kiện Domino được Mỹ giả định tại châu Á

Thuyết domino là một học thuyết chính trị – đối ngoại của chính phủ Hoa Kỳ trong cao trào của Chiến tranh Lạnh (1947-1991) và chủ nghĩa chống Cộng. Mục tiêu của nó là ngăn chặn sự phát triển của chủ nghĩa cộng sản tại châu Á. Tuy nhiên những người phản đối thì cho rằng đây chỉ là chiêu bài của chủ nghĩa thực dân mới, mục đích thực sự là kiếm lợi cho các tập đoàn Tư bản Mỹ.
Thuật ngữ "thuyết domino" (domino theory) lần đầu tiên xuất hiện dưới thời của Tổng thống Dwight D. Eisenhower để chỉ về nguy cơ phát triển của chủ nghĩa cộng sản tại Đông Dương mà trọng tâm là tại Miền Nam Việt Nam, theo đó: nếu Hoa Kỳ không can thiệp để những người cộng sản "chiếm cứ" Nam Việt Nam thì đó sẽ là quân bài domino chìa khóa làm cho Lào, Campuchia, Thái Lan, Miến Điện "sụp đổ vào tay cộng sản" và sẽ tạo lợi thế lớn cho các phong trào cộng sản tại châu Á đe dọa các khu vực sống còn còn lại của "thế giới tự do" (chỉ những nước Tây Âu, Hoa Kỳ và những nước nằm trong sự ảnh hưởng của Hoa Kỳ) như Philippines, Malaysia, Nhật Bản, Úc, New Zealand... Thuyết được đặt tên theo hiệu ứng domino với hình ảnh quân domino đầu tiên đổ khiến các quân domino kế tiếp nó đổ theo và phá hủy toàn bộ trạng thái ban đầu của hệ quân domino.
Do đó, theo hệ quả của thuyết domino, Hoa Kỳ tự thấy cần phải giúp đỡ các đồng minh chặn đứng chủ nghĩa cộng sản tại Miền Nam Việt Nam và Đông Dương. Đó là tiền đề để giải thích cho sự can thiệp ngày càng sâu của Hoa Kỳ vào Chiến tranh Đông Dương và Chiến tranh Việt Nam và sau này dẫn đến sự tham chiến trực tiếp của Quân đội Hoa Kỳ tại chiến trường Đông Dương.
Sau này Tổng thống Ronald Reagan cũng áp dụng thuyết domino này để giải thích cho các can thiệp của Hoa Kỳ giúp đỡ các lực lượng Contras chống lại phong trào của mặt trận Sandinista (do Cuba chống lưng) tại Trung Mỹ.

## Bối cảnh
Thuyết domino xuất hiện là hệ quả tất nhiên của tình hình thế giới sau Chiến tranh thế giới thứ hai khi hai hệ tư tưởng cộng sản và tư bản đều rất bị kích động trong cuộc đấu tranh với nhau, ra sức đối chọi với nhau bằng mọi hình thức đấu tranh xuất khẩu cách mạng và chống lại việc xuất khẩu cách mạng. Sau Chiến tranh thế giới thứ hai, những người cộng sản đang trên đà phát triển rầm rộ. Các nước xã hội chủ nghĩa ở Đông Âu hình thành, Đảng cộng sản tại Trung Quốc thắng lợi và ngay sau đó Bắc Triều Tiên phát động Chiến tranh Triều Tiên với sự ủng hộ của Liên Xô và Cộng hoà Nhân dân Trung Hoa.
Cuộc đấu tranh giữa 2 khối Xã hội chủ nghĩa và Tư bản chủ nghĩa đã mang tính toàn cầu, thế giới phân hẳn ra hai trận tuyến với sự căm thù tư tưởng cao độ. Mặc dù chính sách đối ngoại tổng thể của Hoa Kỳ sau thế chiến là phi thực dân hoá, nhưng tại Đông Dương, việc Mặt trận Việt Minh, tổ chức lãnh đạo cuộc chiến giành độc lập cho Việt Nam có liên hệ với Liên Xô và Cộng hòa Nhân dân Trung Hoa khiến Hoa Kỳ quyết định hỗ trợ Pháp để dập tắt phong trào này, dù lãnh tụ Hồ Chí Minh từng viết thư kêu gọi Hoa Kỳ can thiệp để giúp đỡ nền độc lập non trẻ của Việt Nam Dân chủ Cộng hòa. Điều này lại đẩy Việt Minh phải tìm kiếm sự ủng hộ của Liên Xô và Cộng hòa Nhân dân Trung Hoa để chống Pháp, và khiến phong trào này càng cộng sản hoá sâu sắc hơn nữa.
Về phía mình, Hoa Kỳ đã giúp đỡ cho Pháp và các lực lượng bản xứ (Quốc gia Việt Nam) chống lại Việt Minh. Đến cuối chiến tranh 80% chiến phí của Pháp là do Hoa Kỳ viện trợ, nhưng cuối cùng Pháp vẫn thất bại. Thắng lợi của Việt Minh trong Chiến tranh Đông Dương dẫn đến Hiệp định Genève, theo đó Việt Nam bị chia cắt tạm thời trong 2 năm trước khi tổ chức tổng tuyển cử thống nhất đất nước.
Đối với người Mỹ, kế hoạch của họ là viện trợ cho Ngô Đình Diệm để thành lập một chính phủ mới tại miền Nam Việt Nam (Mỹ cho rằng đó là cách duy nhất để lôi kéo những người dân tộc chủ nghĩa rời xa Việt Minh). Chính phủ mới này sẽ soạn thảo Hiến pháp, rồi sau đó phế truất Quốc trưởng Bảo Đại thân Pháp. Cuối cùng, do Ngô Đình Diệm là người không có liên hệ gì trong quá khứ với Việt Minh và Pháp, lại là một tín đồ Công giáo cuồng nhiệt, do đó Mỹ tin rằng chính phủ Ngô Đình Diệm sẽ trở nên chống Cộng mạnh mẽ theo đúng ý muốn của Mỹ. Cuối cùng, để công thức này thành công, Mỹ và Pháp cần hợp tác để hỗ trợ Ngô Đình Diệm. Tuy nhiên, Pháp không có thiện cảm với Ngô Đình Diệm, Ngoại trưởng Pháp Faure cho rằng Diệm "không chỉ không có khả năng mà còn bị tâm thần... Pháp không thể chấp nhận rủi ro với ông ta", và sau đó Mỹ đã tiến hành kế hoạch một mình mà không có Pháp trợ giúp.
Miền Nam Việt Nam đã trở thành mũi nhọn của Hoa Kỳ trong chiến lược toàn cầu chống cộng sản mà thể hiện chính trị của nó là học thuyết domino. Nhà sử học Mortimer T. Cohen trích dẫn báo cáo của CIA rằng 80% dân số Việt Nam sẽ bầu cho Hồ Chí Minh và không một ai có thể thắng ông nếu nếu tổng tuyển cử thống nhất diễn ra, Hoa Kỳ quyết tâm ngăn chặn điều này. Người Pháp đã ra đi, nên Hoa Kỳ quay sang viện trợ cho chính phủ Quốc gia Việt Nam, sau này trở thành Việt Nam Cộng hòa để giúp nó có khả năng tiếp tục đứng chân tại miền Nam Việt Nam, qua đó muốn chia cắt lâu dài Việt Nam, biến miền Nam thành một tiền đồn chống Cộng thân Mỹ, lập phòng tuyến ngăn chặn Chủ nghĩa xã hội lan xuống Đông Nam Á. (xem tại Quá trình can thiệp của Mỹ vào chiến tranh Việt Nam).
Sau đó thuyết domino được chính quyền của Tổng thống John F. Kennedy phát triển với cam kết mạnh mẽ hơn nữa: "Hoa Kỳ sẽ gánh vác mọi gánh nặng, liên kết với mọi đồng minh, chống lại mọi kẻ thù để bảo vệ thế giới tự do của chúng ta" và can thiệp ngày càng sâu hơn vào cuộc chiến tại Việt Nam. Phía Hoa Kỳ lo lắng đảng cộng sản Pathet Lào sẽ cung cấp cho quân đội Việt Nam những căn cứ hoạt động, và cuối cùng họ sẽ chiếm cứ Lào. Chính sách của Kennedy tiếp đến được Tổng thống Lyndon B. Johnson đưa lên đỉnh cao bằng cách đưa quân viễn chinh Mỹ tham chiến, tiến hành chiến tranh cục bộ và ném bom toàn diện tại Việt Nam.

## Đánh giá
Sau Chiến tranh Việt Nam, nhất là sau khi Trung Quốc và Việt Nam từ bỏ các luận điểm đối kháng, cải cách, đổi mới và bình thường hóa quan hệ với Hoa Kỳ và thế giới tư bản chủ nghĩa, trong chính giới Hoa Kỳ có hai luồng đánh giá trái ngược nhau về thuyết domino:
Phía chỉ trích:
- Thuyết này đã làm Hoa Kỳ bị lôi kéo vào một cuộc chiến tranh lâu dài không trực tiếp liên quan đến các quyền lợi của Hoa Kỳ và kết quả thất bại của cuộc chiến tranh này đã ảnh hưởng nghiêm trọng đến uy tín và sức mạnh của Hoa Kỳ trên thế giới.
- Sự đe dọa của những người cộng sản đối với châu Á theo thuyết domino đã bị phóng đại: thực tế sau Chiến tranh Việt Nam, các nhà nước theo chủ nghĩa cộng sản chỉ giới hạn tại Đông Dương và họ cũng không có hành động đe dọa nào với các chế độ tư bản chủ nghĩa tại Thái Lan, Miến Điện hay các vùng châu Á xa hơn nữa.
- Thuyết này không đánh giá được các mâu thuẫn nội tại ngày càng lớn trong lòng phong trào cộng sản giữa Liên Xô – Trung Quốc, Trung Quốc – Việt Nam, Việt Nam – Khmer Đỏ. Với những mâu thuẫn này, sự lan rộng của chủ nghĩa cộng sản tại châu Á là không nghiêm trọng.
- Thuyết domino của chính phủ Hoa Kỳ đã không nhìn nhận thấy được phong trào Việt Minh có bản chất quyết định là phong trào giải phóng dân tộc, chống chủ nghĩa thực dân vì sự độc lập của Việt Nam, với sự lãnh đạo của đảng Lao động Việt Nam, một đảng được đại đa số nhân dân Việt Nam ủng hộ do sự lãnh đạo thành công của họ trong kháng chiến chống Pháp. Chính phủ Hoa Kỳ do đó đã bác bỏ những cử chỉ tỏ thiện chí của Việt Minh, kiên quyết chống lại phong trào này cũng như tìm cách để chia cắt, gây phương hại đến sự độc lập thống nhất của Việt Nam. Điều này khiến Việt Minh phải ở vào thế đối lập với họ, đẩy nước Mỹ sa vào một cuộc chiến tai hại nhất trong lịch sử.
- Thuyết domino theo nhiều người chỉ là chiêu bài của chủ nghĩa thực dân mới (cũng như chiêu bài "Chống khủng bố" mà Mỹ sử dụng ở đầu thế kỷ 21), mục đích thực sự của nó là khống chế các quốc gia trong tầm ảnh hưởng của Mỹ, kiếm lợi cho các tập đoàn Tư bản Mỹ.
- Nhà lý luận chính trị Noam Chomsky lập luận rằng phong trào cộng sản và các phong trào xã hội chủ nghĩa trở thành phổ biến ở các nước nghèo bởi vì họ đã mang đến những cải thiện về sự bình đẳng, phúc lợi xã hội và kinh tế quốc gia tại những nước họ lên nắm quyền. Do đó, Mỹ đặt rất nhiều nỗ lực vào việc đàn áp các "phong trào nhân dân" ở Chile, Việt Nam, Nicaragua, Lào, Grenada, El Salvador, Guatemala... bởi Mỹ lo ngại với lập luận "Nếu tại một đất nước nhỏ bé và nghèo nàn như Grenada, phong trào cộng sản có thể thành công trong việc mang về một cuộc sống tốt hơn cho người dân, một số nước khác sẽ tự hỏi: Tại sao chúng ta lại không thể?" Chomsky đề cập đến điều này như các "mối đe dọa của một ví dụ tốt."[7]
- Các thành phần của hệ tư tưởng chiến tranh lạnh như thuyết domino đã trở thành công cụ tuyên truyền để chính phủ Mỹ tạo ra nỗi sợ hãi cho người dân Mỹ, nhằm tạo ra lý do cho sự tham chiến của Mỹ tại Việt Nam[8].
- Vào mùa xuân năm 1995, cựu Bộ trưởng Quốc phòng Mỹ Robert McNamara nói ông ta tin rằng lý thuyết domino là một sai lầm[9]. Giáo sư Trần Chung Ngọc, một Việt kiều sinh sống tại Mỹ cho rằng: “Mỹ không có bất cứ lý do chính đáng nào để can thiệp vào Việt Nam, một nước nhỏ, nghèo, chưa phát triển và không có bất cứ khả năng nào có thể gây hại cho nước Mỹ. Do đó, việc Mỹ can thiệp vào Việt Nam là bất chấp dư luận, bất chấp cả công pháp quốc tế, nghĩa là: “dùng cường quyền thắng công lý” của một cường quốc tự cho mình có quyền can thiệp vào bất cứ đâu mà Mỹ muốn”[10]
- Thuyết domino đã gây chia rẽ sâu sắc chính trong lòng nước Mỹ. Chính phủ Mỹ vì thuyết này đã đưa ra những chính sách cực đoan, gây bất bình cho người dân. Các chính trị gia chống cộng cực đoan và lực lượng mật vụ Mỹ thường xuyên thực hiện các chiến dịch chống cộng gồm theo dõi, phân biệt đối xử, sa thải, khởi tố và bắt giam nhiều người với cái cớ "tình nghi là cộng sản" hoặc ủng hộ chủ nghĩa cộng sản.[11][12][13] Đại bộ phận các nạn nhân thực ra có rất ít khả năng gây nguy hại cho chính phủ Mỹ và sự liên quan của họ với người cộng sản là rất mờ nhạt.[14] Sự kiện tại Greensboro là ví dụ điển hình, vào chủ nhật ngày 3/11/1979, Đảng công nhân cộng sản (CWP) trong vùng tổ chức diễu hành "Death of the Klan" chống nạn phân biệt chủng tộc thì bị khoảng 40 thành viên băng đảng Ku Klux Klan ( 3K - tổ chức khủng bố ủng hộ phân biệt chủng tộc cực đoan) và đảng quốc xã Mĩ (ANP) lao ra bắn xối xả trong vòng 1 phút khiến 5 công nhân chết tại chỗ và hàng chục người bị thương nặng (một trong số 5 nạn nhân thiệt mạng còn không phải là thành viên của nhóm công nhân cộng sản trên). Những phiên tòa sau đó đều xử trắng án cho 40 tên với những lời biện hộ như "Các bị cáo thể hiện lòng yêu nước cao độ: Họ tiễu trừ cộng sản tại Bắc Carolina". Bản án phi lý này đã gây nên làn sóng phẫn nộ trong dư luận Mĩ.[15]
- Trong giai đoạn 1972-1989, Mỹ đã hợp tác chặt chẽ với Trung Quốc (cũng là 1 nước do Đảng Cộng sản lãnh đạo) để chống lại Liên Xô và Việt Nam. Điều này cho thấy những khẩu hiệu "chống Cộng vì dân chủ, nhân quyền" của Mỹ chỉ là vỏ bọc tuyên truyền, còn trong thực tế Mỹ sẵn sàng thay đổi mục tiêu chống Cộng nếu điều đó có lợi cho họ.

Phía ủng hộ:
- Thuyết domino ra đời trong hoàn cảnh thế giới trong thập niên 1950 – 1960; tình hình khi đó khác xa với những thay đổi của Trung Quốc và Việt Nam vào thập niên 1970 – 1980.
- Sự lan rộng của chủ nghĩa cộng sản theo hiệu ứng domino là có thật, bằng hiệu ứng cổ vũ tâm lý và cả bằng sự hỗ trợ vật chất, ngoại giao, nhân sự... của các quốc gia Xã hội chủ nghĩa cho các đảng cánh tả tại nước khác. Sau thắng lợi của những người cộng sản tại Việt Nam năm 1975, Lào (bởi Pathet Lào) và Campuchia đã trở thành những nước xã hội chủ nghĩa. Những người cộng sản trên đà thắng thế với một loạt các thay đổi chính trị như tại Angola, Mozambique, Ethiopia của châu Phi với sự xuất khẩu cách mạng của Cuba, Liên Xô can thiệp vào Afghanistan tại châu Á, phong trào thân Liên Xô Sandinista tại Nicaragua, Grenada tại châu Mỹ Latin...
- Vì sự phản ứng mạnh mẽ của Hoa Kỳ theo thuyết domino, Việt Nam sau thắng lợi đã không thể xây dựng một tiềm lực mạnh để mô hình cộng sản chủ nghĩa lan rộng tại Đông Nam Á. Đồng thời các quốc gia Đông Nam Á liền kề như Malaysia, Thái Lan, Singapore trong thập niên 1960-1970 đã gián tiếp thu lợi từ chính sách của Mỹ. Walt Rostow và Lý Quang Diệu đã lý luận rằng, do sự can thiệp của Hoa Kỳ ở Đông Dương, các quốc gia ASEAN đã gián tiếp thu được lợi ích kinh tế thông qua các đơn hàng cho quân đội Mỹ ở Việt Nam.
- Hoa Kỳ đã thất bại tại Việt Nam, nhưng tại nhiều quốc gia khác tại châu Á, châu Phi và Mĩ Latinh họ đã thành công, khi mà các chính phủ cánh tả hoặc dân tộc chủ nghĩa bị lật đổ và thay thế bằng các chính phủ thân Mỹ (bằng quân viễn chinh Mỹ hoặc bằng đảo chính nội bộ do Mỹ tài trợ)